# Papaver nivale
Papaver nivale är en vallmoväxtart som beskrevs av A. Tolmatch.. Papaver nivale ingår i släktet vallmor, och familjen vallmoväxter. Inga underarter finns listade i Catalogue of Life.